# Regal Records (1914)

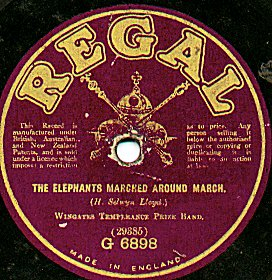

Regal Records was een Brits platenlabel, dat in 1914 werd opgericht als onderdeel van de Engelse tak van Columbia Records. Vanaf 1932 ging het samen met het Britse Zonophone en heette het label Regal Zonophone. Dit na de fusie van de Gramophone Company en Columbia Graphophone Company, die leidde tot de EMI.
Eind jaren negentig werd het label door EMI nieuw leven ingeblazen. Artiesten op het label zijn nu onder meer Lily Allen, Jakobinarina en The Beta Band.